# 铺地青兰
铺地青兰（学名：Dracocephalum origanoides）为唇形科青兰属下的一个种。

## 扩展阅读
- 維基物種上的相關：铺地青兰